# Hans Dekkers (Radsportler, 1928)

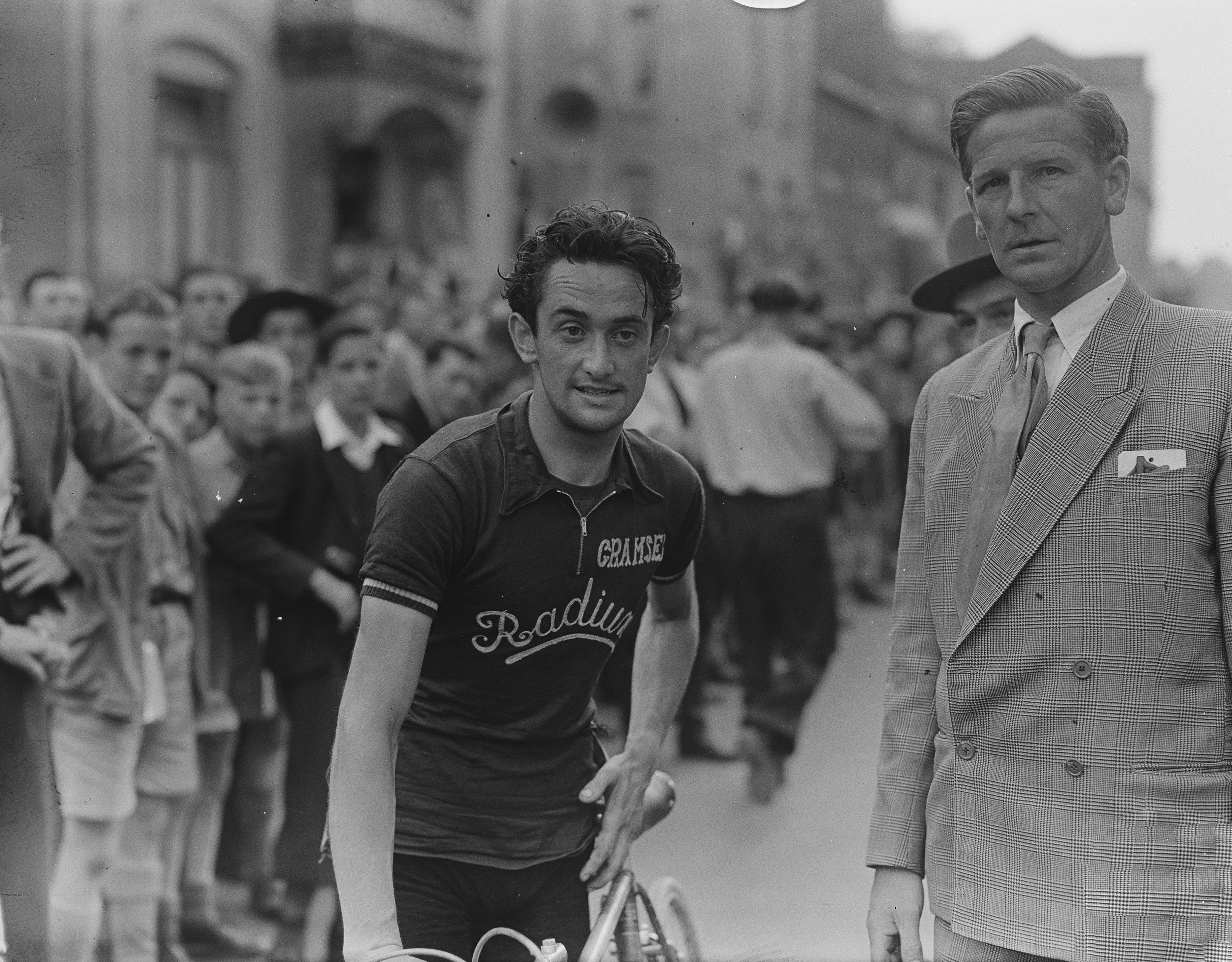
Hans Dekkers (1951)

Hans Dekkers (* 16. Juni 1928 in Helmond, Noord-Brabant; † 31. August 1984 in Eindhoven, Noord-Brabant) war ein niederländischer Straßenradrennfahrer.
Nachdem er 1949 die Rundfahrt Omloop der Kempen gewonnen hatte, wurde er 1950 bei den Straßenmeisterschaften der Amateure hinter Wim Dielissen Zweiter.
1951 wechselte er ins Profilager und gewann das Straßenrennen bei den Niederländischen Meisterschaften im Sprint vor Wim van Est und Wout Wagtmans und nahm das erste Mal an der Tour de France teil.
1952 wurde Dekkers erneut Landesmeister. In der Tour de France dieses Jahres gewann er die 19. Etappe von Pau nach Bordeaux und erreichte Platz 60 in der Gesamtwertung.
1955 beendete Dekkers seine sportliche Karriere und trat in die Niederländische Armee ein.

## Erfolge
1949
- Omloop der Kempen

1950
- Niederländische Straßenmeisterschaften (Amateure)

1951
- Niederländische Straßenmeisterschaften (Profis)
- Ronde van Noord-Holland

1952
- Niederländische Straßenmeisterschaften (Profis)
- eine Etappe Ronde van Nederland
- Houthalen-Helchteren

1953
- Scheldeprijs

## Teams
- 1951: Ceylon, R.I.H. (Nederland) und Locomotief – Wego
- 1952: Locomotief – Wego und Garin – Wolber
- 1953: Garin und Locomotief – Remington – Pontiac
- 1954: Locomotief – Vredestein (Nederland)
- 1955: Maggi